# Jihoosetská autonomní oblast
Jihoosetská autonomní oblast, ve starších mapách uváděna jako Jihoosetinská autonomní oblast, (osetsky: Хуссар Ирыстоны автономон бӕстӕ; gruzínsky: სამხრეთ ოსეთის ავტონომიური ოლქი; rusky: Юго-Осетинская автономная область) byla autonomní oblast (AO) v Sovětském svazu. Zřízena byla 20. dubna 1922 jako součást Gruzínské SSR, zrušena byla 11. prosince 1990.

## Vznik
Tato AO vznikla jako odměna Osetům za loajalitu vůči bolševické vládě v Moskvě a v rámci projektu sovětské národnostní politiky, která měla za cíl dát malým národnostním menšinám určitou formu autonomní vlády na jejich území, aby nebyly vystaveny rusifikaci a národnostnímu útlaku v takové míře, jako za carského Ruska. Přesto ale byly za úřední jazyky AO sovětským režimem uznány jen ruština a gruzínština. Osetštinu se obyvatelé Jižní Osetie mohli učit ve školách. Mezi národy v Jihoosetské AO panoval za sovětské éry mír a smíšená manželství mezi Osety a Gruzínci byla zcela běžným úkazem.
V roce 1989 zde žilo 98 tisíc obyvatel, z toho 66.61% Osetů a 29.44% Gruzínců. Dalších 39 tisíc Osetů obývalo zbývající část Gruzie.

## Zánik
První třenice mezi oběma národy nastaly (když nebudeme počítat gruzínsko-osetský konflikt z let 1918 – 1920) koncem 80. let, když se pomalu začal rozpadat Sovětský svaz. V roce 1988 vzniklo místní vlivné politické uskupení „Jihoosetská lidová fronta“ (Ademon Nychas), která šířila mezi Osety nacionalistické nálady a program, jehož cílem by bylo sjednocení Jižní a Severní Osetie. V listopadu 1989 předložili členové jihoosetského regionálního sovětu žádost gruzínskému Nejvyššímu sovětu o přetvoření Jihoosetské AO na autonomní republiku takové formy, jakou měla Abcházie či Adžarie. V témže roce však gruzínský Nejvyšší sovět určil jako jediný úřední jazyk gruzínštinu, následující rok v létě potom ještě gruzínský Nejvyšší sovět zakázal činnost všech malých politických stran na území Gruzínské SSR, což bylo Osety považováno za krok proti Ademonu Nychas. Na to Oseti 20. září 1990 reagovali vyhlášením na Gruzii nezávislé svazové republiky„Jihoosetské sovětské demokratické republiky“, což jihoosetský regionální sovět 16. října a 28. listopadu potvrdil. Tento krok však podle očekávání nebyl přijatelný ani pro gruzínský Nejvyšší sovět, ani pro Kreml. Oseti pak bojkotovali i první demokratické volby, které se v Gruzii konaly od roku 1921, a v prosinci 1990 vyhlásili vlastní volby. Na to 11. prosince 1990 nové gruzínské vedení v čele se Zviadem Gamsachurdiou reagovalo zrušením Jihoosetské autonomní oblasti a správa jeho území připadla centrální vládě v Tbilisi. Oseti reagovali masovými protesty, které přerostly v ozbrojený gruzínsko-osetský konflikt, avšak dodnes jim nebyla gruzínskou vládou autonomie oficiálně vrácena. V listopadu 1991 byla vyhlášena nezávislá Jihoosetská republika, kterou žádný stát okamžitě neuznal. Prvním státem, který uznal nezávislost Jižní Osetie se 26. srpna 2008 stalo Rusko, které má na oblast značný vliv, následováno po několika dnech Nikaraguou. Mezinárodní společenství však nezávislou Jižní Osetii neuznává.

## Vedení Jižní Osetie 1922–1990
- První tajemník oblastního výboru KSSS v Jižní Osetii:
  - Vladimir Arževanovič Sanakojev (1921 – 192?)
  - Sergej Grigorjevič Gaglojev (192? – 192?)
  - Aleksandr Michailovič Džatijev (192? – 193?)
  - Abdul-Bekir Gasanovič Tautijev (193? – 1937)
  - Vladimir Gedenvanovič Cchovrebašvili (1938 – 1949)
  - I. Kudžiašvili (1949 – 195?)
  - A.G. Imnadze (1951 – 195?)
  - Grigori Georgijevič Sanakojev (195? – 1960)
  - Vladimir Dmitrijevič Kozajev (1960 – 1962)
  - Josif Semjonovič Čiajev (1962 – 1965)
  - Georgi Nikolajevič Džussojev (únor 1965 – listopad 1973)
  - Felix Sergejevič Sanakojev (listopad 1973 – duben 1988)
  - Anatolij Georgijevič Čechojev (duben 1988 – listopad 1989)
  - Valnin Vladimirovič Cchovrebašvili (1990 – 1991)
  - Znaur Nikolajevič Gassijev (1991)

- Předseda výkonného výboru Jižní Osetie
  - Aleksandr Michailovič Džatijev (1922 – 192?)
  -  ??? (192? – 193?)
  - Ivan Petrovič Džidžojev (193? – 1937)
  -  ??? (1937 – 1943)
  - Aleksandr Georgijevič Galavanov (1943 – 194?)
  -  ??? (194? – 1961)
  - Vladimir Isakovič Gazzajev (1961 – 1964)
  - Georgi Nikolajevič Džussojev (1964 – 1965)
  - Kosta Kargojevič Džiojev (1965 – 1972)
  - Felix Sergejevič Sanakojev (1972 – listopad 1973)
  - Genrich Iraklijevič Mardanov (listopad 1973 – listopad 1981)
  - Tamara Šalvovna Kabulovová (listopad 1981 – květen 1986)
  - Anatolij Kačmazov (květen 1986 – 1990)

- Předseda výkonného výboru lidové rady zastupitelů
  - Felix Michailovič Zassejev (20. září 1990 – 16. října 1990)

- Předseda prozatímního výkonného výboru
  - Torez Georgijevič Kulumbegov 16. října 1990 – 10. prosince 1990